# High Speed Alliance
High Speed Alliance, afgekort HSA (HSA Beheer N.V.), was de exploitant van de treinen over de HSL-Zuid van de opening in september 2009 tot en met december 2014. HSA had voor deze lijn een concessie met een looptijd van 15 jaar, van 1 juli 2009 tot 1 juli 2024. Deze concessie is sinds 1 januari 2015 onderdeel van de concessie voor het hoofdrailnet 2015-2025 en daarbij overgegaan op NS. HSA is per 2015 geliquideerd en de verplichtingen en activiteiten uit hoofde van de oude HSL-concessie zijn overgegaan op NS.
HSA was een samenwerkingsverband van NS (eerst 90%, later 95%) en KLM (eerst 10%, later 5%). De treinen van de HSA reden tot 15 december 2013 onder de naam Fyra. Sinds 15 december 2013 heet de dienst Intercity direct. De HSA was binnen de NS onderdeel van de bedrijfstak NS Hispeed, maar viel later onder NS Reizigers.
Zoals voorgeschreven door de rijksoverheid was HSA een special purpose vehicle, dat wil zeggen dat HSA uitsluitend activiteiten mocht ontplooien ter (ondersteuning van de) uitvoering van HSL-Zuid diensten en daarmee direct samenhangende nevenactiviteiten.

## Concessie
Voor de exploitatie van het Nederlandse deel van de HSL gaf het ministerie van Verkeer en Waterstaat op aandringen van de Tweede Kamer NS de gelegenheid als eerste exclusief een bod te doen. Dat bod, getiteld 'Bestijg de trein nooit zonder uw valies met dromen, met daarin het Intercity Max-concept, werd gedaan in september 1999. Het omvatte echter veel meer dan was gevraagd: behalve alleen het gevraagde binnenlands vervoer werd ook een bod gedaan op het internationale vervoer. Daarnaast bevatte het doorgaande diensten op het bestaande net. Het bod werd door de minister afgewezen.
Vervolgens was er de openbare aanbesteding voor de HSL tot aan de grens, met aantakkingen naar Den Haag Centraal en Breda. De biedingen kwamen uit in mei 2001. De aanbesteding werd gewonnen door HSA en resulteerde in de Vervoerconcessie voor het hogesnelheidsnet Het ministerie wilde flink wat geld terugverdienen op de dure aanleg van de HSL-Zuid, en om met grote kans te winnen bood HSA in samenwerking met zijn aandeelhouders er nog een flink bedrag bovenop. De HSA zou aan de Nederlandse rijksoverheid 148 miljoen euro per jaar gaan betalen voor de concessie, vanaf het gereedkomen van de infrastructuur (het winnende bod betrof 178 miljoen per jaar, maar dit is verlaagd wegens de afkoop door de overheid van bepaalde risico's; deze risico's werden nu door HSA gedragen). Dit bedrag zou jaarlijks worden geïndexeerd. Later werd bepaald dat HSA de eerste vier jaren van de exploitatie een korting zou krijgen van resp. 60%, 45%, 30% en 15%.
De aandeelhouders leverden wel start- en garantiekapitaal, maar wilden niet te veel toeleggen op HSA, waardoor de reizigerstarieven gedreven zouden worden door revenue management: winstmaximalisatie (waardoor die ondanks de hoge concessieprijs zo mogelijk toch niet negatief zou zijn) met hoge prijzen (60% hoger dan de reguliere), die het aantal reizigers beperkten, waardoor minder treinen nodig waren, die dan wel vol zouden zitten. Het ministerie vond dit acceptabel, redenerend dat het aanbod van de HSL-Zuid extra is boven op de bestaande diensten op het hoofdrailnet, zodat geen bestaande reizigers gedupeerd zouden worden met onredelijke tariefsverhogingen.
Al snel is er op verzoek van HSA en zijn aandeelhouders in de concessie een bepaling gekomen die het ministerie het recht gaf een tariefrestrictie in te stellen, waar tegenover zou staan dat de concessieprijs lager zou worden. Het ministerie was van het begin af aan niet van plan van dit recht gebruik te gaan maken (het was in de onderhandelingen de andere partij slechts ter wille), en heeft dit ook niet gedaan.
In het memorandum van overeenstemming van 18 december 2008, gesloten tussen de Staat, NS en HSA een uitstel van betaling voor HSA overeengekomen van de concessieprijs over de eerste drie tot maximaal vier jaar. Deze zou pas, met rente, gedurende de periode 2021 - 2024 hoeven te worden betaald.
De concessie werd overigens door een onafhankelijk bureau niet meer dan 60 miljoen euro per jaar waard geacht. Een op 18 juni 2011 gepubliceerd onderzoek van NRC Handelsblad bevestigt dat er in de aanbestedingsprocedure veel te hoog is geboden en dat er grote misverstanden waren tussen de NS en het ministerie van Verkeer en Waterstaat. Door de veel te hoge uitgaven voor de NS ten opzichte van de lager dan ingeschatte inkomsten is het project Fyra in 2011 in financiële problemen gekomen.

## Treindiensten
De treinen van HSA werden onder de merknaam Fyra geëxploiteerd door NS Hispeed, het bedrijfsonderdeel van de NS dat, nu onder de naam NS Internationaal, de internationale treinen exploiteert, en toen dus ook de binnenlandse Fyra, en een eigen website en verkoopsloketten heeft. De Beneluxtrein (IC Amsterdam – Brussel) zou worden opgeheven na de ingebruikname van de HSL-Zuid. Uiteindelijk is dit uitgesteld tot 9 december 2012, de start van de internationale Fyratreindienst naar Brussel.
De internationale treindienst tussen Amsterdam en Brussel heeft slechts veertig dagen gereden, van 9 december 2012 tot en met 17 januari 2013. Hiervoor werden V250-treinstellen van AnsaldoBreda S.p.A. gebruikt. Wegens gebreken aan de V250 werd de dienst opgeheven. HSA was contractueel verplicht om een maximale reistijd van 93 minuten aan te bieden tussen Amsterdam en Brussel en 183 minuten tussen Amsterdam en Parijs. Daar al het treinmaterieel (locomotieven en rijtuigen) van de voormalige Beneluxtrein al elders ingezet was of verkocht en er geen treinpaden voorzien waren voor als de Fyradienst opgeheven zou worden (geen weg terug beleid), was er een grote vervoerscrisis, daar de stoptrein naar Antwerpen en de Thalystreinen de vervoersnood niet konden opvangen.
De binnenlandse treindienst tussen Amsterdam en Breda (inmiddels geëxploiteerd door NS zelf) maakt gebruik van Bombardier TRAXX-locomotieven en intercityrijtuigen. Sinds 15 december 2013 heet de dienst Intercity direct.
Zie ook Beneluxtrein.

### Materieel
NS Financial Services (voor lease aan HSA) heeft in mei 2004 samen met de NMBS een contract gesloten met de Italiaanse treinfabrikant AnsaldoBreda om vanaf 2006 negentien treinstellen te leveren, waarvan zestien eigendom zouden worden van de HSA en drie van de NMBS. Deze treinstellen waren van het type V250. Omdat deze treinstellen later dan gepland geleverd zouden worden huurde de HSA sinds 2009 Traxx-locomotieven bij Angel Trains. Samen met intercityrijtuigen van NS Reizigers is hiermee op 7 september 2009 de exploitatie gestart. De snelheid voor deze treinen is beperkt tot 160 km/h.

## Tarieven
Voor de binnenlandse diensten (zoals gezegd inmiddels geëxploiteerd door NS zelf) geldt een toeslag, die op zeker moment werd verlaagd en beperkt tot een deeltraject. Zie ook Fyra en Intercity direct.

## Reddingsplan
HSA bleek de te behalen omzet onrealistisch hoog te hebben ingeschat en leed daardoor verliezen op de exploitatie, mede door de contractueel verplichte jaarlijkse concessiebetalingen. Het aantal reizigers was, mede door de scheve verhouding tussen de hoge toeslag en het magere extra aanbod, veel lager dan voorzien. Op 18 november 2011 werd bekend dat het Nederlandse kabinet had ingestemd met een reddingsplan van de minister van Infrastructuur en Milieu, Melanie Schultz van Haegen, om een faillissement van HSA te voorkomen.
De concessiebetalingen werden verminderd tot ongeveer twee derde (van € 148 miljoen per jaar tot € 101 miljoen per jaar, prijspeil 2010), hetgeen over de resterende looptijd van de concessie een inkomstenderving van circa € 390 miljoen betekende. Volgens de minister van Infrastructuur en Milieu zou een faillissement van HSA ertoe hebben geleid dat er geen enkele concessievergoeding meer zou worden ontvangen, hetgeen een schade van circa € 2,4 miljard zou hebben gevormd.